# Laßt uns töten, Companeros
Laßt uns töten, Companeros (Alternativtitel: Zwei Companeros; Originaltitel: Vamos a matar, compañeros) ist ein Italowestern von Sergio Corbucci aus dem Jahr 1970 mit Franco Nero in der Hauptrolle. Die ursprüngliche deutsche Kinofassung des Films war allerdings um über 15 Minuten gekürzt und durch eine sehr freie Synchronisation in eine Komödie verwandelt worden. Die zweite Synchronfassung von 1978 ist, bis auf wenige Sekunden, vollständig und weitgehend originalgetreu; üblicherweise wird sie bei heutigen Fernsehausstrahlungen verwendet.

## Inhalt
General Mongo, der seine persönliche Gier hinter der Fassade der Revolution versteckt, beherrscht ein mexikanisches Dorf und saugt es aus. Er ernennt einen Schuhputzer, „den Basken“, zum Befehlshaber. Als Yodlaf Peterson, „der Schwede“, nach San Bernardino kommt, verbündet er sich mit dem Basken, um an Geld zu kommen. Dazu müssen sie den politischen Führer der gewaltlosen Opposition, Professor Xantos, aus einem amerikanischen Gefängnis holen. Daran soll sie ein beauftragter Killer hindern. Nach erfolgreicher Befreiung können sie zwar den verräterischen General Mongo und seine Truppen auslöschen (unter anderem mit Hilfe einer Gruppe junger, „echter“ Revolutionäre), Xantos verliert dabei jedoch sein Leben. Peterson bleibt in Mexiko, um den Revolutionären zu helfen.

## Hintergrund
- Es handelt sich um einen Revolutionswestern von Sergio Corbucci, quasi ein Remake von Die gefürchteten Zwei. Die markantesten Personen sind Franco Nero als Schwede mit Söldnermentalität, Tomás Milián als Baske sowie der Marihuana rauchende Jack Palance als Berufskiller mit einem Falken. Gedreht wurde der Film in Südspanien (Almería).
- Nach Die gefürchteten Zwei und Laßt uns töten, Companeros waren weitere Filme dieser Art geplant, die allerdings aufgrund Franco Neros Absage nicht realisiert werden konnten. Es blieb die letzte Zusammenarbeit von Regisseur und Hauptdarsteller.
- Der Titelsong wurde von der Gruppe I Cantori Moderni interpretiert.
- In der 1998 hergestellten Simpsons-Episode Kennst du berühmte Stars? wurde eine humorvolle Szene aus Corbuccis Film übernommen.

### Synchronisation
Es existieren zwei deutsche Synchronfassungen. Die erste entstand bei der Deutsche Synchron Filmgesellschaft mbH & Co. Karlheinz Brunnemann Produktions KG, Berlin. Rainer Brandt schrieb das Dialogbuch und Karlheinz Brunnemann führte Regie. Dieser (stark gekürzten) Fassung wurde, wie bei Brandt und Brunnemann üblich, ein lustigerer Ton gegeben, indem man das Dialogbuch mit witzigen Sprüchen anreicherte. Die zweite, weitaus originalgetreuere Synchronfassung entstand auch bei der Deutschen Synchron. Michael Richter führte hier Dialogregie.
| Rolle                         | Darsteller      | Synchronsprecher (1971) | Synchronsprecher (1978) |
| ----------------------------- | --------------- | ----------------------- | ----------------------- |
| Yodlaf Peterson „der Schwede“ | Franco Nero     | Rainer Brandt           | Thomas Danneberg        |
| Der Baske                     | Tomás Milián    | Christian Brückner      | Joachim Kemmer          |
| Prof. Vitaliano Xantos        | Fernando Rey    | Fritz Tillmann          | Wolfgang Lukschy        |
| John                          | Jack Palance    | Arnold Marquis          | Heinz Petruo            |
| Lola                          | Iris Berben     | Renate Heilmeyer        | Alexandra Lange         |
| General Mongo                 | José Bódalo     | Martin Hirthe           | Wolfgang Völz           |
| Colonel                       | Eduardo Fajardo | Siegmar Schneider       | Eric Vaessen            |
| Silverston                    | Álvaro de Luna  | Jürgen Thormann         | Eric Vaessen            |
| Zaira                         | Karin Schubert  | ?                       | Renate Küster           |
| Croupier                      | Gino Pernice    | Lothar Blumhagen        | Lothar Blumhagen        |
| Capt. Jim                     | Lorenzo Robledo | Rolf Schult             | Joachim Cadenbach       |
| Leutnant                      | Gérard Tichy    | Hans Walter Clasen      | Christian Rode          |

## Kritik
- „Zahlreiche gute Action-Szenen, von Corbucci perfekt in Szene gesetzt“ sah Ulrich P. Bruckner[1], führte aber aus: „‚Il Mercenario‘ scheint einfach unterhaltsamer zu sein“.

- „Den Darstellern kann man nur Gutes nachsagen; Regie und Montage lassen keinen Moment Langeweile aufkommen“ meint H. J. Weber.[2]

- Dietrich Kuhlbrodt hingegen hielt den Film für gänzlich misslungen und bezeichnete ihn als „nur noch langweilig“.[3]

- Der Spiegel bemängelte zum Filmstart „milchige Tele-Panoramen, grobianische Späße und exquisite Torturen“.[4]

- Joe Hembus urteilte über die Kalauer der Synchronfassung von Rainer Brandt, sie gehörten „zur Synchron-Kategorie des Berliner Kneipen-Jargons.“[5]

- Phil Hardy merkt an, dass der politische Symbolismus des Films, etwa als Palance seinen Falken (der für Amerika stünde) mit dem Fleisch seiner mexikanischen Opfer (die die Dritte Welt symbolisierten) füttert, „angesichts der Lächerlichkeit der Präsentation verloren“ wirke.[6]

- Das Lexikon des internationalen Films schrieb: „Ein schon am Drehbuch gescheiterter Italowestern, in dem am ehesten Schauspieler und Fotografie Unterhaltungswert besitzen.“[7]